# Сергеј Биков
Сергеј Владимирович Биков (рус. Сергей Владимирович Быков; Новодвинск, 26. фебруар 1983) је бивши руски кошаркаш. Играо је на позицији плејмејкера.

## Успеси

### Клупски
- Динамо Москва:
  - УЛЕБ куп (1): 2005/06.
- Локомотива Кубањ:
  - Еврокуп (1): 2012/13.
- ЦСКА Москва:
  - Првенство Русије (1): 2010/11.

### Репрезентативни
- Европско првенство:  2007.
- Европско првенство:  2011.